# Alloxylon

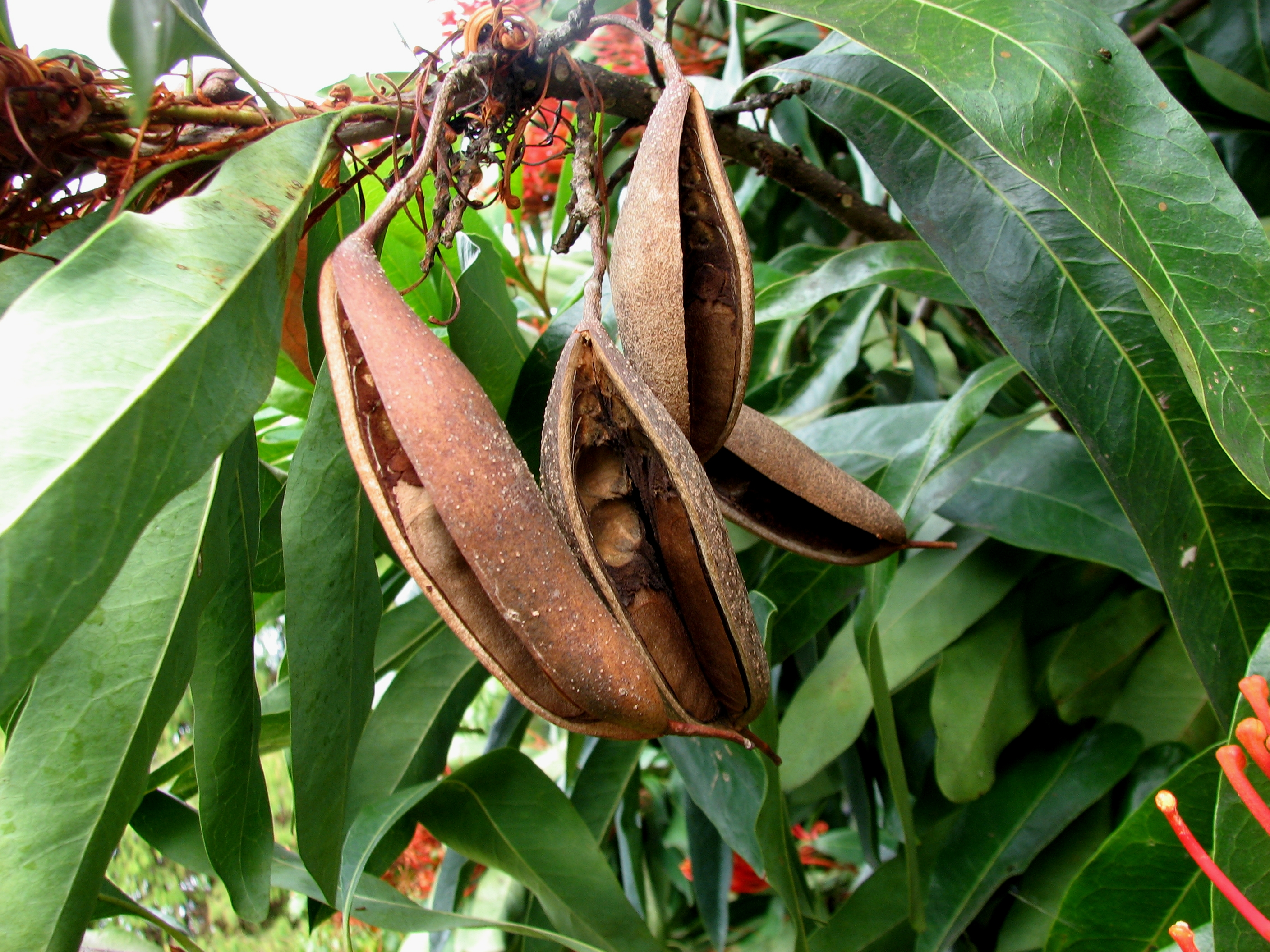
Owoce gatunku Alloxylon flammeum

Alloxylon P.H. Weston & Crisp – rodzaj roślin z rodziny srebrnikowatych (Proteaceae). Obejmuje 4 gatunki występujące naturalnie w Australii i Nowej Gwinei.

## Systematyka
Pozycja i podział rodziny według Angiosperm Phylogeny Website (aktualizowany system APG III z 2009)
Rodzaj z rodziny srebrnikowatych stanowiącej grupę siostrzaną dla platanowatych, wraz z którymi wchodzą w skład rzędu srebrnikowców, stanowiącego jedną ze starszych linii rozwojowych dwuliściennych właściwych. W obrębie rodziny rodzaj stanowi klad bazalny w plemieniu Embothrieae Rchb., 1828. Plemię to klasyfikowane jest do podrodziny Grevilleoideae Engl., 1892.
Wykaz gatunków
- Alloxylon brachycarpum (Sleumer) P.H.Weston & Crisp
- Alloxylon flammeum P.H.Weston & Crisp
- Alloxylon pinnatum (Maiden & Betche) P.H.Weston & Crisp
- Alloxylon wickhamii (W.Hill & F.Muell.) P.H.Weston & Crisp